# Segelfluggelände Hienheim

i7
i11
i13
Das Segelfluggelände Hienheim liegt im Ortsteil Hienheim von Neustadt an der Donau im Landkreis Kelheim in Bayern, etwa 7,5 Kilometer nördlich des Zentrums von Neustadt an der Donau und etwa 9,5 Kilometer südwestlich von Kelheim.

## Flugbetrieb
Das Segelfluggelände ist mit einer 500 m langen und 30 m breiten Start- und Landebahn aus Gras (Richtung 11/29) ausgestattet. Es besitzt eine Betriebszulassung für Segelflugzeuge, Motorsegler und Ultraleichtflugzeuge. Der Start von Segelflugzeugen erfolgt per Flugzeugschlepp. Der Halter und Betreiber des Segelfluggeländes ist der Flugsportverein Kelheim e. V.

## Geschichte
Der Flugsportverein Kelheim e. V. wurde am 28. September 1950 gegründet. Das Segelfluggelände wurde im August 1976 eröffnet.